# Pedro Pascal
José Pedro Balmaceda Pascal (Santiago de Chile, 2. travnja 1975.) čileanski je i američki glumac.
Nakon gotovo dva desetljeća igranja malih uloga na pozornici i televiziji, Pascal je imao svoju uspješnu ulogu Oberyna Martella u četvrtoj sezoni HBO-ove fantastične serije „Igra prijestolja” (2014.) Dodatno se istaknuo ulogom Javiera Peñe u Netflixovoj kriminalističkoj seriji „Narcos” (2015. – 2017.) Zatim se pojavio u filmovima „Kineski zid” (2016.), „Kingsman: zlatni krug” (2017.), „Pravednik 2” (2018.) i „Trostruka granica” (2019).
Pascalove vodeće uloge Dina Djarina u Disney+ znanstvenofantastičnoj seriji „The Mandalorian” (2019. – danas) i Joela Millera u HBO-ovoj postapokaliptičnoj dramskoj seriji „The Last of Us” (2023. – danas) dovele su ga do međunarodne zvijezde. Za posljednju ulogu dobio je brojna priznanja, uključujući nagradu Ceha filmskih glumaca i nominaciju za nagradu „Zlatni globus”. 
Pascal je također glumio u filmovima „Wonder Woman 1984” (2020.), „Nepodnošljiva težina golemog talenta” (2022.), „Gladijator 2” (2024.), Fantastična četvorka: Prvi koraci (2025.) i dr. 
Aktivan je u kazalištu od 1999., debitirao je na Broadwayu kao Edmund u adaptaciji „Kralja Leara” 2019. Magazin „Time” proglasio ga je jednim od 100 najutjecajnijih ljudi na svijetu 2023. godine.